# Antonibe
Antonibe is een plaats en commune in het noorden van Madagaskar, behorend tot het district Analalava, dat gelegen is in de regio Sofia. Tijdens een volkstelling in 2001 telde de plaats 24.036 inwoners.
De plaats beschikt over een lokaal vliegveld. Bij de plaats bevindt zich een rivierhaven. De plaats biedt naast lager onderwijs ook middelbaar onderwijs aan. 60 % van de bevolking werkt als landbouwer, 20 % houdt zich bezig met veeteelt en 15 % verdient zijn brood als visser. Het belangrijkste landbouwproduct is rijst; andere belangrijke producten zijn kokosnoten en maniok. Verder is 5% actief in de dienstensector.